# Березовичский сельсовет
Березовичский сельсовет (белор. Бярозавіцкі сельсавет; до 1964 года — Паршевичский) — административная единица Пинского района Брестской области Беларуси. Административный центр — деревня Берёзовичи.

## История
Образован 12 октября 1940 года как Паршевичский сельсовет в составе Жабчицкого района Пинской области. Центр-деревня Паршевичи. С 8 января 1954 года в составе Брестской области. С 14 октября 1957 года в составе Пинского района. 30 июля 1964 года центр сельсовета, деревня Паршевичи, переименован в Березовичи. 1 августа 1964 года сельсовет переименован в Березовский.

## Состав
В состав сельсовета входят следующие населённые пункты:
- Берёзовичи — деревня
- Богушево — деревня
- Выжловичи — деревня
- Новый Дворец — деревня
- Понятичи — деревня
- Тепенец — деревня